# Antonio Di Natale
Antonio „Totò“ Di Natale (* 13. Oktober 1977 in Neapel) ist ein ehemaliger italienischer Fußballspieler, der zwölf Jahre bei Udinese Calcio spielte. Er zählt zu den erfolgreichsten Torschützen der Serie A.

## Vereinskarriere
Der Stürmer Di Natale, Spitzname Totó, begann seine Karriere in der zweiten italienischen Liga beim FC Empoli, feierte seinen Durchbruch zum Stammspieler allerdings in der Saison 1997/98 in der vierten Liga bei Iperzola. Nach den Stationen Varese und Viareggio kam er 1999 zurück nach Empoli. Mit dem Verein aus der Toskana stieg er nach der Saison 2001/02 in die Serie A auf. Di Natale steuerte dazu 16 Tore bei. Gleich in der ersten Saison von Empoli in der höchsten Spielklasse erzielte Di Natale 13 Treffer und wurde Nationalspieler.
Nach zwei Spielzeiten in der Serie A musste Empoli 2004 zurück in die Serie B und Di Natale wechselte zu Udinese Calcio, wo er mit Spielern wie Vincenzo Iaquinta, Fabio Quagliarella oder Antonio Floro Flores erfolgreiche Sturmduos bildete und als zuverlässiger Torschütze bekannt wurde: Seit der Saison 2004/05 erzielte er immer über zehn Pflichtspieltore pro Spielzeit. Außerdem spielte er mit Udinese Calcio im UEFA-Pokal und in der Champions League.
Europaweit bekannt wurde er allerdings erst mit 32 Jahren während der Spielzeit 2009/10, als er mit 29 Treffern Torschützenkönig der Serie A wurde und Udinese Calcio praktisch im Alleingang vor dem Abstieg bewahrte. Außerdem brach er den Vereinsrekord von Oliver Bierhoff, der in der Saison 1997/98 28 Treffer für Udinese erzielen konnte.
Dass Di Natales Torhunger allerdings noch nicht gestillt war, bewies er in der folgenden Spielzeit: Mit 28 Toren wurde er erneut italienischer Torschützenkönig. Außerdem bildete er in dieser Saison zusammen mit Alexis Sánchez das erfolgreichste Sturmduo der Liga und führte Udinese Calcio auf den vierten Tabellenplatz und somit in die Champions-League-Qualifikation, wo Udinese allerdings am FC Arsenal scheiterte.
Vor der Saison 2011/12 wollte Juventus Turin Di Natale verpflichten. Ein Wechsel kam für den Stürmer allerdings nicht in Frage: „Ich habe dem Präsidenten geschworen, dass ich meine Karriere bei Udinese beenden werde. Und mein Wort ist mehr wert als jede Unterschrift auf einem Vertrag.“ Am Ende dieser Spielzeit konnte Di Natale den Titel des Torschützenkönigs zwar nicht verteidigen, war aber mit 23 Ligatoren bester italienischer Torjäger der Saison. Mit seinen Toren sowie zahlreichen Vorlagen sorgte er dafür, dass Udinese Calcio die Saison auf dem dritten Platz beendete und ein weiteres Mal an der Qualifikation zur Champions League teilnahm.
Im Juli 2012 verlängerte Di Natale seinen Vertrag bei Udinese bis zum 30. Juni 2014. Die Saison 2012/13 beendete er mit weiteren 23 Ligatoren erneut als erfolgreichster Italiener und hinter Edinson Cavani als Zweiter der Torschützenliste. Allein zwischen 2009 und 2013 hatte der am Saisonende 35-jährige Di Natale in vier Spielzeiten 139 Ligaspiele bestritten und 103 Tore erzielt. Am 9. Juli 2013 verlängerte Di Natale seinen Vertrag bei Udinese vorzeitig bis zum 30. Juni 2015. Im Januar 2014 kündigte Di Natale dennoch sein Karriereende nach Ablauf der Saison 2013/14 an. Nachdem er jedoch im Saisonverlauf in 32 Ligaspielen weitere 17 Tore und am letzten Spieltag einen Hattrick erzielt hatte, erklärte er nach Spielschluss, seine Karriere fortsetzen zu wollen. In der Saison 2014/15 bestritt er am 23. November 2014 sein 400. Spiel in der Serie A und erzielte dabei sein 200. Tor. Insgesamt erzielte er in 33 Einsätzen weitere 14 Ligatore und überdachte am Saisonende erneut sein Karriereende. Nachdem die Spielzeit 2015/16 für ihn weniger erfolgreich verlaufen war – er erzielte zwei Tore in 23 Partien – beendete Di Natale im Sommer 2016 seine Laufbahn.

## Nationalmannschaft
Di Natale gab sein Debüt für die italienische Nationalmannschaft noch während seiner Zeit bei Empoli, am 20. November 2002 in einem Spiel gegen die Türkei. Seinen ersten Treffer für die Azzurri erzielte er bei seinem vierten Länderspieleinsatz, am 18. Februar 2004 gegen Tschechien.
Mit Italien nahm Di Natale an der Europameisterschaft 2008 und an der Weltmeisterschaft 2010 teil, wobei beide Turniere für Di Natale und seine Mannschaft enttäuschend verliefen: Beim Elfmeterschießen im Viertelfinale der EM 2008 gegen Spanien schoss er den entscheidenden Elfmeter, der vom spanischen Torwart Iker Casillas gehalten wurde. Bei der Weltmeisterschaft 2010 konnte er zwar im letzten und entscheidenden Gruppenspiel gegen die Slowakei ein Tor erzielen, da das Spiel aber mit 2:3 verloren ging, konnte er das Ausscheiden seiner Mannschaft in der Gruppenphase nicht verhindern.
Di Natale stand in Cesare Prandellis italienischen Aufgebot der Europameisterschaft 2012. Beim 1:1 im ersten Gruppenspiel am 10. Juni 2012 gegen Spanien wurde er für Mario Balotelli eingewechselt und erzielte mit seiner ersten Ballberührung in der 60. Minute den Führungstreffer für seine Mannschaft. Es sollte der einzige Treffer bleiben, den Iker Casillas im Turnierverlauf hinnehmen muss. Die Italiener erreichten zwar das Finale, mussten sich aber im letzten Länderspiel Di Natales den Spaniern geschlagen geben. Di Natale bestritt alle Spiele bis auf das Viertelfinale.
Eine Nominierung Di Natales für die Nationalmannschaft, insbesondere für den Confed Cup 2013, stand auch danach immer wieder im Raum, erfolgte jedoch nicht mehr.

## Erfolge

### In der Nationalmannschaft
- Vize-Europameister: 2012

### Persönliche Auszeichnungen
- Torschützenkönig der Serie A: 2009/10, 2010/11
- Bester italienischer Spieler der Serie A: 2010
- Bester Goleador der Serie A: 2010
- Team des Jahres der Serie A: 2011, 2012, 2013
- Torschützenkönig der Coppa Italia: 2014/15